# Ceylalictus taprobanae
Ceylalictus taprobanae är en biart som först beskrevs av Cameron 1897.  Ceylalictus taprobanae ingår i släktet Ceylalictus och familjen vägbin. Inga underarter finns listade i Catalogue of Life.